# Merab Turkadze
Merab Turkadze (ur. 14 sierpnia 1988 w Kutaisi) – gruziński bokser.

## Życiorys
Uczestniczył w Letnich Igrzyskach Olimpijskich w 2012. Odpadł w pierwszej rundzie, przegrywając pojedynek (walkower) z Mohamedem Amin Ouadahim.

## Osiągnięcia

### Letnie Igrzyska Olimpijskie 2012

#### Boks
| Konkurencja  | 1/16 finału          | 1/8 finału       | Ćwierćfinały     | Półfinały        | Finał            | Pozycja | Źródło |
| Konkurencja  | Przeciwnik Wynik     | Przeciwnik Wynik | Przeciwnik Wynik | Przeciwnik Wynik | Przeciwnik Wynik | Pozycja | Źródło |
| ------------ | -------------------- | ---------------- | ---------------- | ---------------- | ---------------- | ------- | ------ |
| waga kogucia | Mohamed Ouadahi P WO | NQ               | NQ               | NQ               | NQ               | 17.     | [ 1 ]  |